# Alois Podhajsky
Alois Podhajsky (Mostar, 14 de febrer de 1898 - Viena, 23 de maig de 1973) fou un genet i oficial de la cavalleria austriaca. És principalment conegut com a director de la Spanische Hofreitschule (Escola Espanyola d'Equitació) de Viena.
Nascut a l'imperi austriac (on ara és l'actual Bòsnia i Hercegovina), va rebre les primeres classes d'equitació als dotze anys i va ingressar més tard a un regiment d'infanteria. Després de participar en concursos de Doma clàssica i Salt, es va passar a la cavalleria. Destinat dos anys a l'Escola Espanyola d'Equitació (1933-34), va rebre formació de Wenzel Zrust, Gottlieb Polak i Ernst Lindenbauer. Posteriorment, als Jocs Olímpics d'Estiu de 1936 de Berlín va obtindre una medalla de bronze en Doma amb el cavall Nero.
L'1 de març del 1939, Podhajsky va ser anomenat comandant de l'Escola Espanyola d'Equitació, dirigint-la fins al 1964 i prenint una part molt important en la supervivència i destí de la institució. Va augmentar el nombre de cavalls de 30 a 70, va aconseguir nous materials per a les pistes (que hui encara es fan servir) i va ser l'introductor dels canvis de mà al galop a la Spanische Hofreitschule. Durant la Segona Guerra Mundial no va haver canvis a la rutina de l'escola. Tanmateix, l'amenaça de devastació al final del conflicte va motivar l'evacuació de Viena dels cavalls lipizzans, organitzant Podhajsky el trasllat a St. Martin i, després, a Wels (Austria) el febrer i març del 1945. Els cavalls van quedar sota la protecció dels Estats Units durant els darrers mesos de la guerra i Podhajsky va ser l'únic oficial austríac que no va ser degradat amb el seu desenllaç. La tornada a l'edifici vienès de l'escola (que va patir fortament la destrucció dels bombardejos) va ser possible la tardor del 1955.
Des del 1949, Podhajsky va organitzar gires internacionals de demostracions de la Spanische Hofreitschule que varen fer augmentar la fama i reconeixement d'aquesta. Altra novetat que va introduir al funcionament de la institució va ser, des del 1950, l'estada anual de descans a l'estiu per als cavalls lipizzans a Hermesvilla (Lainzer Tiergarten).
La Disney Company va rodar el 1963 la pel·lícula Miracle of the White Stallions (sobre l'evacuació dels cavalls a la guerra), on l'actor Robert Taylor, fa el paper d'Alois Podhajsky i on el mateix coronel el dobla a les escenes a cavall.
En retirar-se, Podhajsky encara va fer classes d'equitació i va escriure diferents llibres sobre aquest tema. Al principal, Die Klassische Reitkunst (L'art de l'equitació clàssica), va posar per escrit gran part de la tradició tècnica de la Spanische Hofreitschule i ha esdevingut un manual indispensable de l'equitació a cert nivell. En ell se cita sovint Hípica, de Xenofont, i École de Cavalerie, de La Guérinière, com a les seves principals fonts escrites de referència. Va morir d'apoplexia a Viena i la seua tomba és al cementeri Wiener Zentralfriedhof (Gruppe 40, Nummer 33).

## Publicacions
- Ein Leben für die Lipizzaner (Una vida dedicada als cavalls lipizzans) Nymphenburger Verl.-Handlung (1960)
- Die Klassische Reitkunst (L'art de l'equitació clàssica), Rowohlt, Reinbek, 1980, ISBN 3-499-17037-X
- Kleine Reitlehre (Petit mètode d'equitació), Nymphenburger Verlagshandlung, München 1974, ISBN 3-485-01708-6
- Reiten und Richten. Erfahrungen und Vorschläge (Muntar i endreçar. Experiències i propostes), Nymphenburger Verlagshandlung, München 1973, ISBN 3-485-01718-3
- Das große Buch der Spanischen Hofreitschule (El gran llibre de l'Escola Espanyola d'Equitació), Nymphenburger Verlagshandlung, München 1978, ISBN 3-485-01770-1
- Meine Lehrmeister die Pferde (Els meus mestres els cavalls) Franckh-Kosmos Verlag (2001)